# Lake Temagami
Lake Temagami är en sjö i Kanada.   Den ligger i Nipissing District och provinsen Ontario, i den sydöstra delen av landet, 400 km nordväst om huvudstaden Ottawa. Lake Temagami ligger 291 meter över havet.
Runt Lake Temagami är det mycket glesbefolkat, med 2 invånare per kvadratkilometer.